# Khu bảo tồn thiên nhiên Rừng Grumsiner
Rừng Grumsiner hay Khu bảo tồn thiên nhiên Rừng Grumsiner-Redernswalde (tiếng Đức: Naturschutzgebiet Grumsiner Forst-Redernswalde) là một khu bảo tồn thiên nhiên nghiêm ngặt nằm trong vùng lõi của Khu dự trữ sinh quyển Schorfheide-Chorin được thành lập vào năm 1990. Khu bảo tồn này có diện tích 8.644 km², cùng với các Vườn quốc gia Jasmund, Hainich, Kellerwald-Edersee và Müritz là các địa điểm của Đức là một phần của Di sản thế giới UNESCO Các khu rừng sồi nguyên sinh trên dãy Carpath và các khu vực khác của châu Âu. Trong khu bảo tồn có thể dễ dàng thấy các khu rừng sồi nguyên sinh, hoang sơ.

## Địa lý
Rừng Grumsiner nằm trong Khu dự trữ sinh quyển Schorfheide-Chorin với độ cao dao động từ 84-139 mét so với mực nước biển. Địa hình tại đây được hình thành trong thời kỳ băng hà Weichselian cách đây 70.000 đến 12.000 năm trước. Lượng mưa trung bình hàng năm là 571 mm, với lượng mưa tháng cao nhất đạt 72 mm vào tháng 7. Nhiệt độ trung bình hàng năm là 8,3 °C.

## Động thực vật
Khu vực được bao phủ chủ yếu bởi rừng sồi, chủ yếu là loài Dẻ gai châu Âu, nhưng ở những khu vực đất khô hơn thì Cử là loài chiếm ưu thế. Trên khu vực sườn núi thường bắt gặp Trăn châu Âu và Sủi châu Âu. Các loài cỏ thân thảo gồm có các loài trong họ Hòa thảo như Melica uniflora, Milium effusum.
Về động vật, các loài chim chiếm ưu thế bao gồm Gõ kiến đốm nhỏ, Gõ kiến đốm, Gõ kiến đen, Gõ kiến xanh châu Âu cùng nhiều loài động vật bị đe dọa như Ưng đốm, Ó cá, Hạc đen. Chó sói cũng được tìm thấy trong khu bảo tồn.

## Hình ảnh

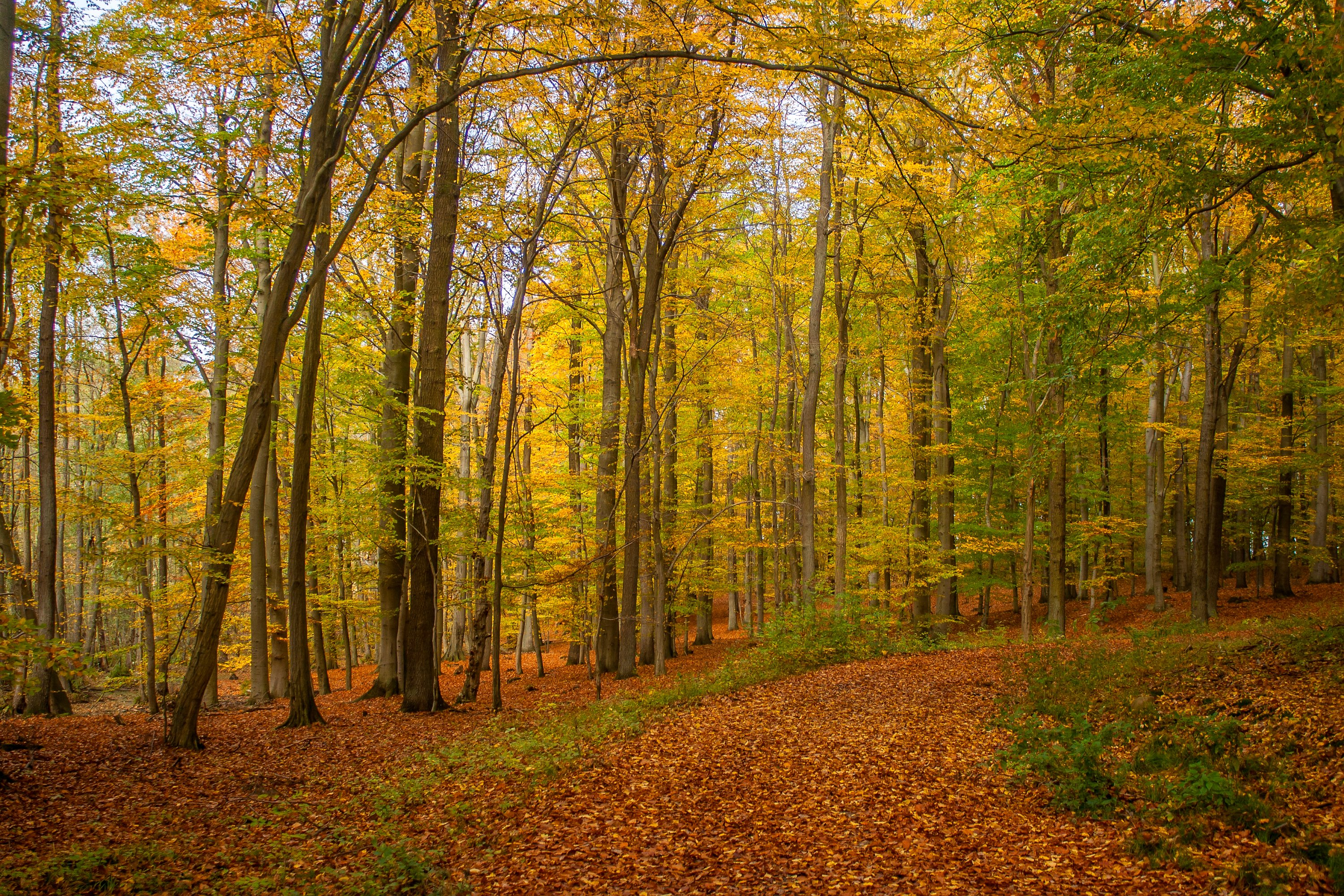
Rừng sồi tại Grumsiner.
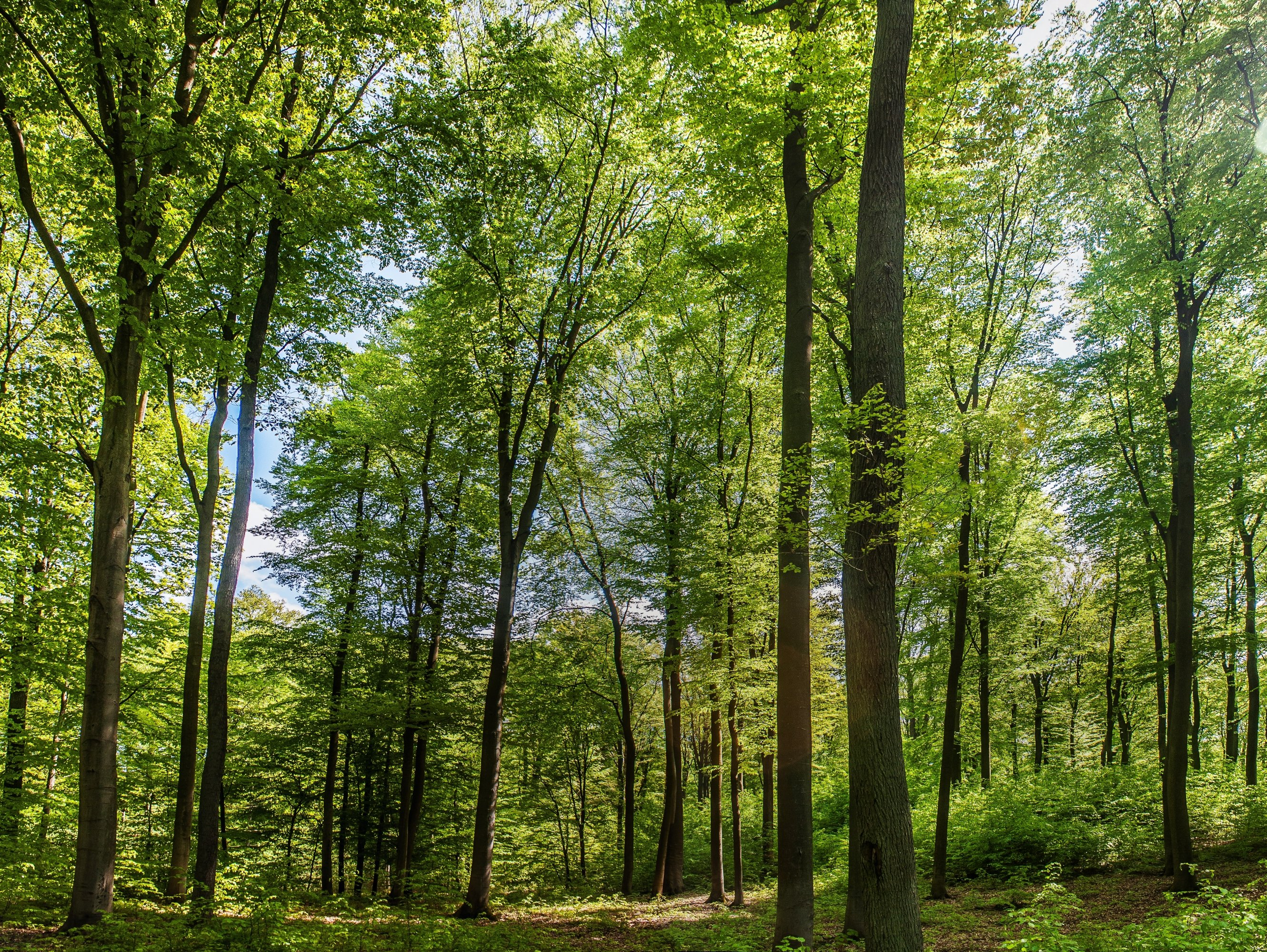
Rừng sồi tại Grumsiner.
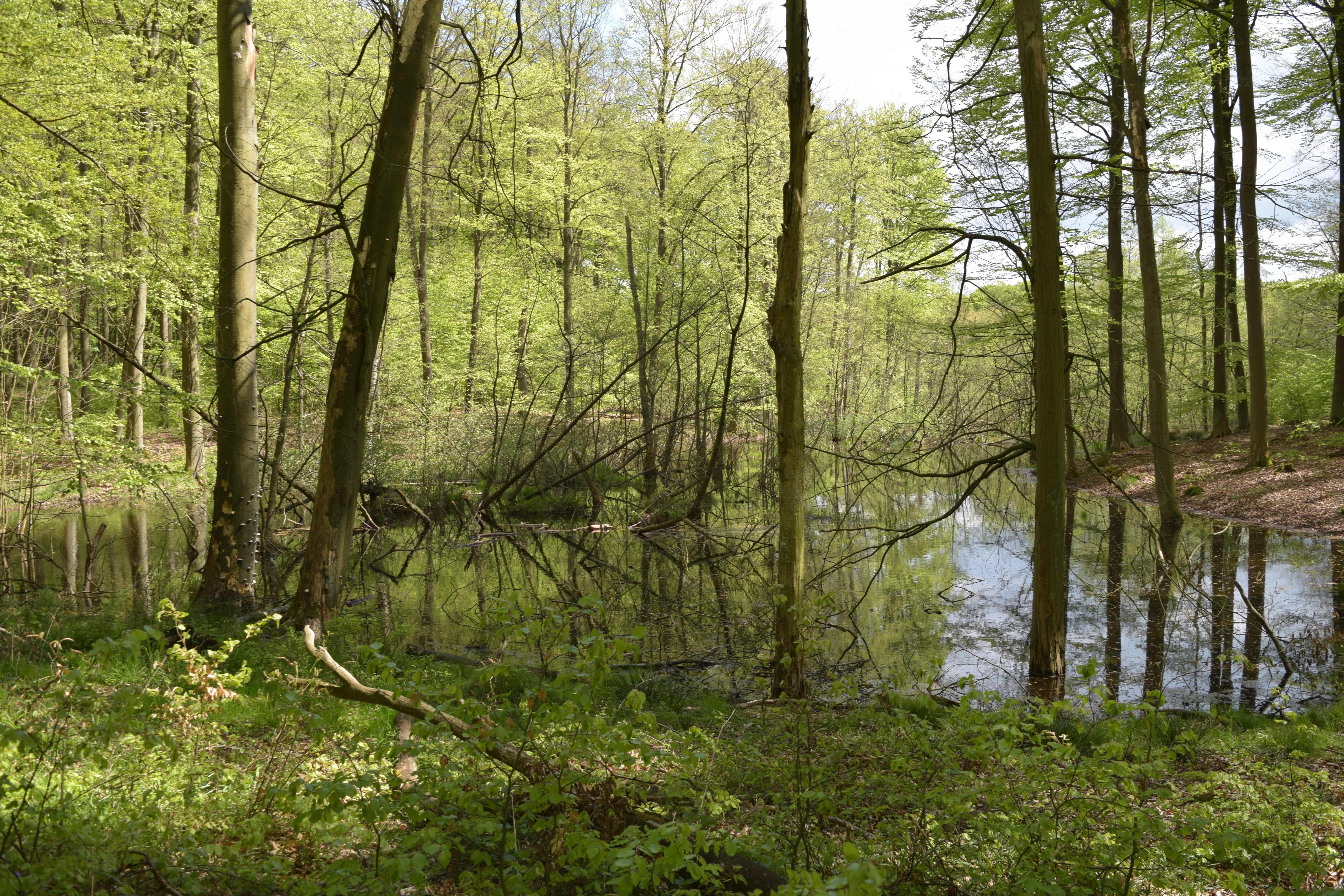
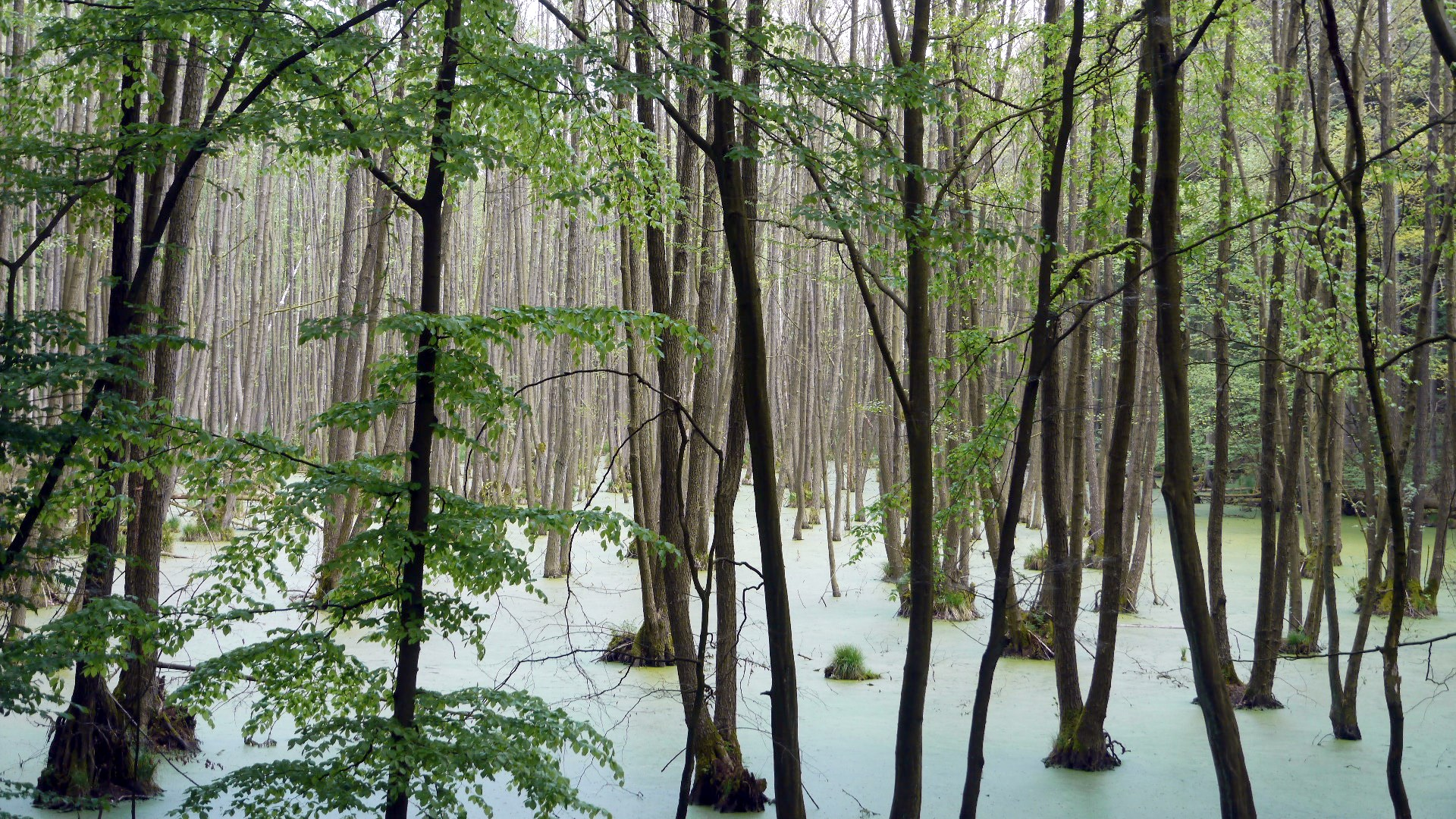
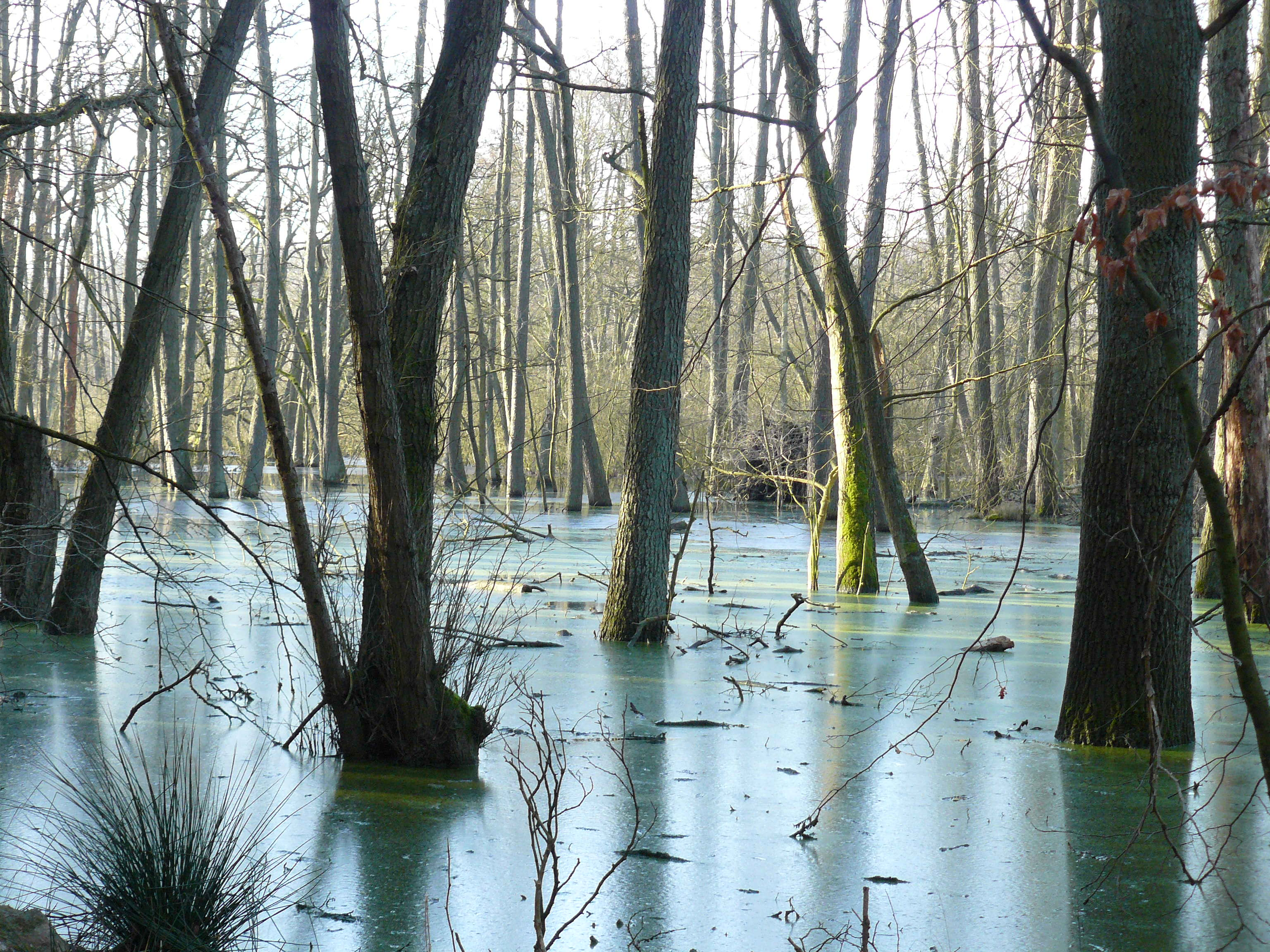
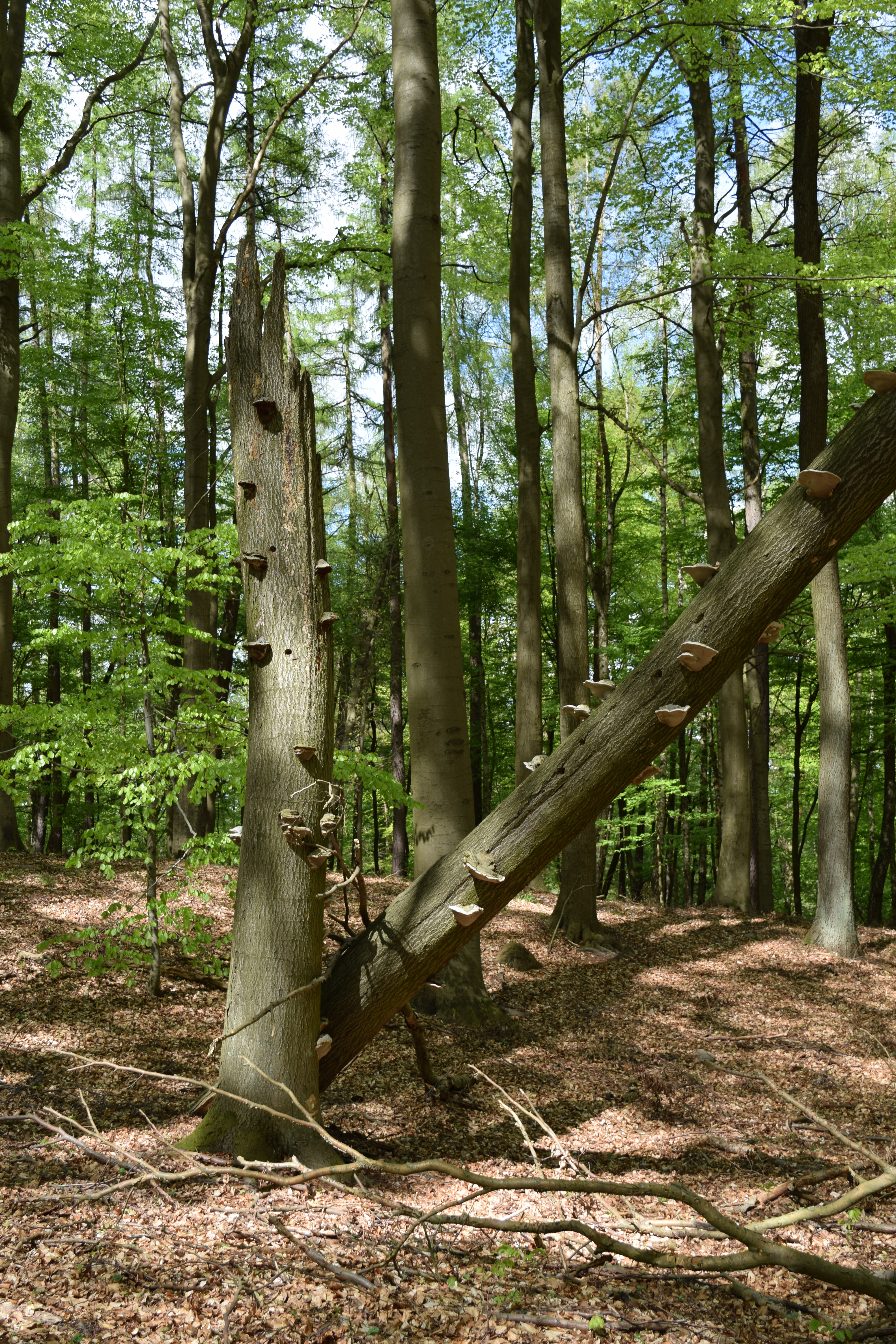